# Magda Frank
Pour les articles homonymes, voir Frank.
Magda Frank Fischer, née le 20 juillet 1914 à Kolozsvár (en Hongrie à l’époque) et morte le 23 juin 2010 à Buenos Aires (Argentine), est une sculptrice hongroise-argentine. 

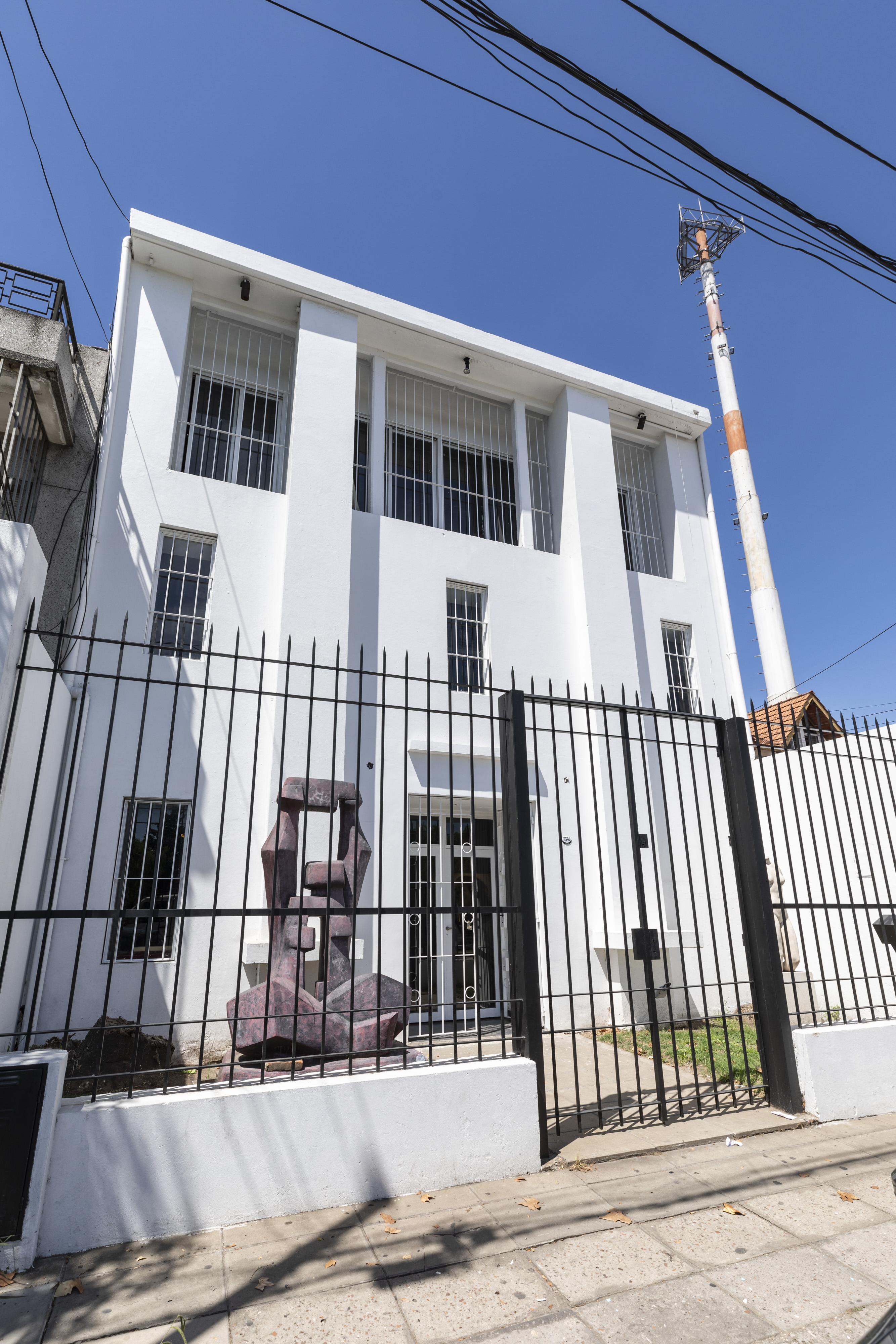
Musée Magda Frank, à Buenos Aires, Argentine.

## Biographie
Magda Frank naît le 20 juillet 1914 à Kolozvar, en Transylvanie, qui appartient à cette époque à la Hongrie mais est incorporée en 1918 à la Roumanie. Elle quitte la Hongrie à cause des persécutions nazies pour s’installer en Suisse. Plusieurs années plus tard, elle s’installe à Paris pour étudier à l’Académie Julian. En 1950, elle arrive à Buenos Aires, en Argentine, pour rendre visite à son frère, seul membre vivant de la famille. Elle est nommée professeure aux Artes Visuales de Buenos Aires, et expose à la Galería Pizarro. Frank s’installe définitivement en Argentine en 1995, et crée le musée de la maison Magda Frank dans le quartier de Saavedra de Buenos Aires.
Elle meurt le 23 juin 2010 à Buenos Aires.
Magda Frank a reçu le prix Benito Quinquela Martín du musée Eduardo Sívori, et a été honorée par le Sénat argentin. Ses œuvres font partie des collections du musée national d'Art moderne et du Petit Palais à Paris, ainsi que du musée national des Beaux-Arts d’Argentine et du musée des Beaux-Arts de Budapest,.

## Crédit d’auteurs
- (en) Cet article est partiellement ou en totalité issu de l’article de Wikipédia en anglais intitulé « Magda Frank Fischer » (voir la liste des auteurs).